# Ronald Foguenne
Ronald Foguenne (Dolhain, 10 augustus 1970) is een Belgisch voormalig voetballer.

## Carrière
Foguenne begon zijn professionele carrière bij Club Luik. Hij speelde mee in de Europacup II 1990/91, waar de club pas in de kwartfinale werd uitgeschakeld door Juventus. In 1993 verhuisde Foguenne naar RFC Seraing. Na één seizoen verhuisde hij naar KAA Gent. In 1995 ging hij van Gent naar Standard Luik. In 1996 keerde hij terug naar KAA Gent, waar hij vier seizoenen bleef. Na deze periode verhuisde hij naar Sporting Charleroi. Hij sloot zijn carrière af in 2005 bij RCS Verviétois in de derde afdeling.

### Belgische nationale ploeg
In 1995 speelde Foguenne twee vriendschappelijke wedstrijden met het Belgisch voetbalelftal tegen Duitsland en Denemarken.

## Statistieken
| Seizoen | Club               | Land   | Competitie         | Wedstrijden | Doelpunten |
| ------- | ------------------ | ------ | ------------------ | ----------- | ---------- |
| 1990/93 | Club Luik          | België | Jupiler Pro League | 82          | 7          |
| 1993/94 | RFC Seraing        | België | Jupiler Pro League | 31          | 3          |
| 1994/95 | KAA Gent           | België | Jupiler Pro League | 31          | 4          |
| 1995/96 | Standard Luik      | België | Jupiler Pro League | 31          | 4          |
| 1996/00 | KAA Gent           | België | Jupiler Pro League | 98          | 14         |
| 2000/02 | Sporting Charleroi | België | Jupiler Pro League | 12          | 0          |
| 2003/05 | RCS Verviétois     | België | Derde klasse       | 44          | 6          |
|         |                    |        | Totaal             | 329         | 38         |